# Samuel Goldwyn
Samuel Goldwyn, nome artístico de Samuel Goldfish (Varsóvia, 17 de agosto de 1879 – Los Angeles, 31 de janeiro de 1974) foi um produtor de filmes norte-americano nascido na Polônia. Foi um dos fundadores da Paramount (1913). Criou a Goldwyn (1918), que, por fusão, tornou-se a Metro-Goldwyn-Mayer em 1924, ao fazer sociedade com Louis B. Mayer e Marcus Loew, da Metro Pictures.